# Fanny Gradin
Fanny Helene Gradin (ur. 14 stycznia 1994 roku) – szwedzka zapaśniczka walcząca w stylu wolnym. 
Piąta na igrzyskach europejskich w 2015. Ósma w Pucharze Świata w 2015. Mistrzyni Europy U-21 w 2015 roku.